# 悉尼·霍華德·史密斯

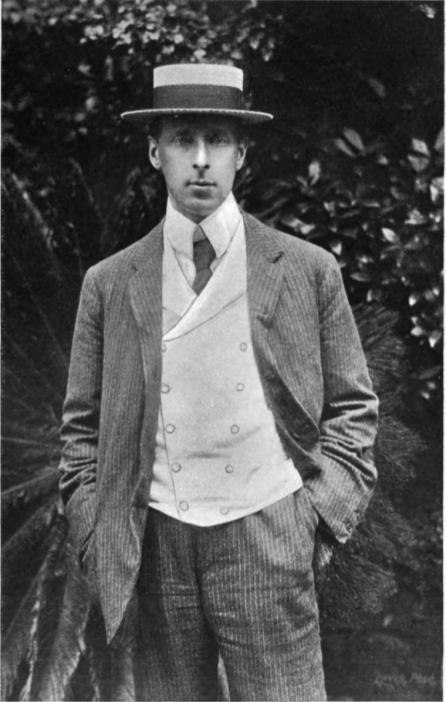
悉尼·霍華德·史密斯

悉尼·霍華德·史密斯（Sydney Howard Smith，1872年2月3日—1947年3月27日），是英格蘭網球和羽球運動員。

## 羽球
悉尼·史密斯是1900年第一位全英羽球錦標賽男子單打冠軍。

## 網球
悉尼·史密斯在1899年首次晉級溫布頓網球錦標賽男子單打全員決賽。他先在史詩般的五盤半決賽中擊敗赫伯特·羅珀·巴雷特，之後四盤輸給了阿瑟·戈爾。
1900年，史密斯在溫布頓男子單打全員決賽中擊敗了戈爾，之後在四盤挑戰賽中輸給雷金納德·多赫蒂而獲得亞軍。1905年，史密斯再度打到溫布頓男子單打全員決賽。他先後擊敗了霍爾庫姆·沃德、威伯福斯·伊夫斯、威廉·拉內德和梅傑·里奇，最終在五盤全員決賽輸給了諾曼·布魯克斯。
史密斯和搭檔弗蘭克·里瑟利在1902年和1906年在溫布頓贏得了男子雙打冠軍。他在1905年和1906年成為英國戴維斯盃隊的成員。網球分析師卡羅利·馬扎克將史密斯評為1899年世界第二。
他還獲得了威爾斯錦標賽10次單打冠軍（1896-1906年）和北方草地網球錦標賽7次單打冠軍（1899-1905）。